# Dominik Crnogorac
Dominik Crnogorac (* 2. Juni 1991 in Mississauga, Ontario) ist ein serbo-kanadischer Eishockeyspieler, der seit 2017 bei den Hamilton Steelhawks in der Allan Cup Hockey League spielt.

## Karriere
Dominik Crnogorac wurde als Sohn serbischstämmiger Eltern im kanadischen Mississauga geboren, wo er auch mit dem Eishockeysport begann. In der ersten Zeit seiner Karriere wechselte er im Jahresrhythmus zwischen verschiedenen Klubs seiner Heimatprovinz Ontario, bevor er als Student zwei Jahre für die Mannschaft des University of Ontario Institute of Technology im Canadian University Sport auf dem Eis stand. 2015 wechselte er in die Heimat seiner Vorfahren und spielte für den KHK Roter Stern Belgrad in der serbischen Eishockeyliga, in der er 2016 gemeinsam mit seinem Mannschaftskameraden Pavel Popravka bester Vorbereiter der Liga war. Anschließend wechselte er zum HK Belgrad, für den er in der multinationalen MOL Liga spielte. Er gewann mit dem Klub die Playoffs der serbischen Liga und damit 2017 serbischer Meister. Anschließend kehrte er nach Kanada zurück, wo er für die Hamilton Steelhawks in der Allan Cup Hockey League spielt.

### International
Bei der Weltmeisterschaft 2017 spielte Crnogorac erstmals für die serbische Nationalmannschaft in der Division II. Er war bester Scorer unter den Abwehrspielern und gemeinsam mit dem Belgier Mitch Morgan und dem Australier Lliam Webster zweitbester Vorbereiter des Turniers hinter dem Rumänen Roberto Gliga, woraufhin der gebürtige Kanadier zum besten Abwehrspieler des Wettbewerbs gewählt wurde. Auch 2018 und 2019 spielte er in der Division II.

## Erfolge und Auszeichnungen
- 2016 Bester Torvorbereiter der Serbischen Eishockeyliga
- 2017 Serbischer Meister mit dem HK Belgrad.
- 2017 Bester Verteidiger der Weltmeisterschaft der Division II, Gruppe A
- 2019 Aufstieg in die Division I, Gruppe B bei der Weltmeisterschaft der Division II, Gruppe A

## MOL-Liga-Statistik
(Stand: Ende der Saison 2016/17)